# Tiếng Iwaidja
Tiếng Iwaidja là một ngôn ngữ bản địa Úc với gần 150 người nói sinh sống tại vùng viễn bắc Úc. Từng được nói chủ yếu trên bán đảo Cobourg, nhưng nay ngôn ngữ này chỉ hiện diện ở đảo Croker. Đây là một trong số ít những ngôn ngữ bản địa vẫn còn được trẻ em học và tiếp nhận.

## Ngữ âm

### Phụ âm
Tiếng Iwaidja có 20 phụ âm sau.
|              | Ngoại vi | Ngoại vi | Phiến lưỡi | Đầu lưỡi  | Đầu lưỡi  |
| Đôi môi      | Ngạc mềm | Vòm      | Chân răng  | Quặt lưỡi |           |
| ------------ | -------- | -------- | ---------- | --------- | --------- |
| Mũi          | m        | ŋ        | ɲ          | n         | ɳ         |
| Tắc          | p        | k        | c          | t         | ʈ         |
| Tiếp cận     | w        | ɣ        | j          |           | ɻ         |
| Vỗ           |          |          |            |           | ɽ         |
| Rung         |          |          |            | r         |           |
| Cạng lưỡi    |          |          | (ʎ)        | l         | ɭ         |
| Vỗ cạnh lưỡi |          |          | (ʎ̮)        | ɺ         |  (= ɺ˞ ) |

Ghi chú: Âm cạnh chân răng sau và vỗ cạnh lưỡi chân răng sau ít gặp, và không thể bác bỏ hoàn toàn khả năng chúng là cụm phụ âm /lj/ và /ɺj/. Các âm tắc có tha âm b d ɖ ɟ ɡ.

### Nguyên âm
Tiếng Iwaidja có ba nguyên âm, /a, i, u/.  Bản dưới cho thấy tha âm của ba nguyên âm này theo mô tả của Pym và Larrimore.
| Nguyên âm | Tha âm | Điều kiện                                      |
| --------- | ------ | ---------------------------------------------- |
| /i/       | [iː]   | Trước phụ âm phiến lưỡi.                       |
| /i/       | [e]    | Ở đầu từ.                                      |
| /i/       | [i]    | Trường hợp còn lại.                            |
| /a/       | [ai]   | Trước phụ âm phiến lưỡi.                       |
| /a/       | [æ]    | Sau phụ âm phiến lưỡi. Biến thể tự do với [a]. |
| /a/       | [au]   | Trước /w/. Biến thể tự do với [a].             |
| /a/       | [a]    | Trường hợp khác.                               |
| /u/       | [ui]   | Trước phụ âm phiến lưỡi.                       |
| /u/       | [o]    | Sau phụ âm ngạc mềm. Biến thể tự do với [u].   |
| /u/       | [u]    | Trường hợp khác.                               |